# Jackie Evancho

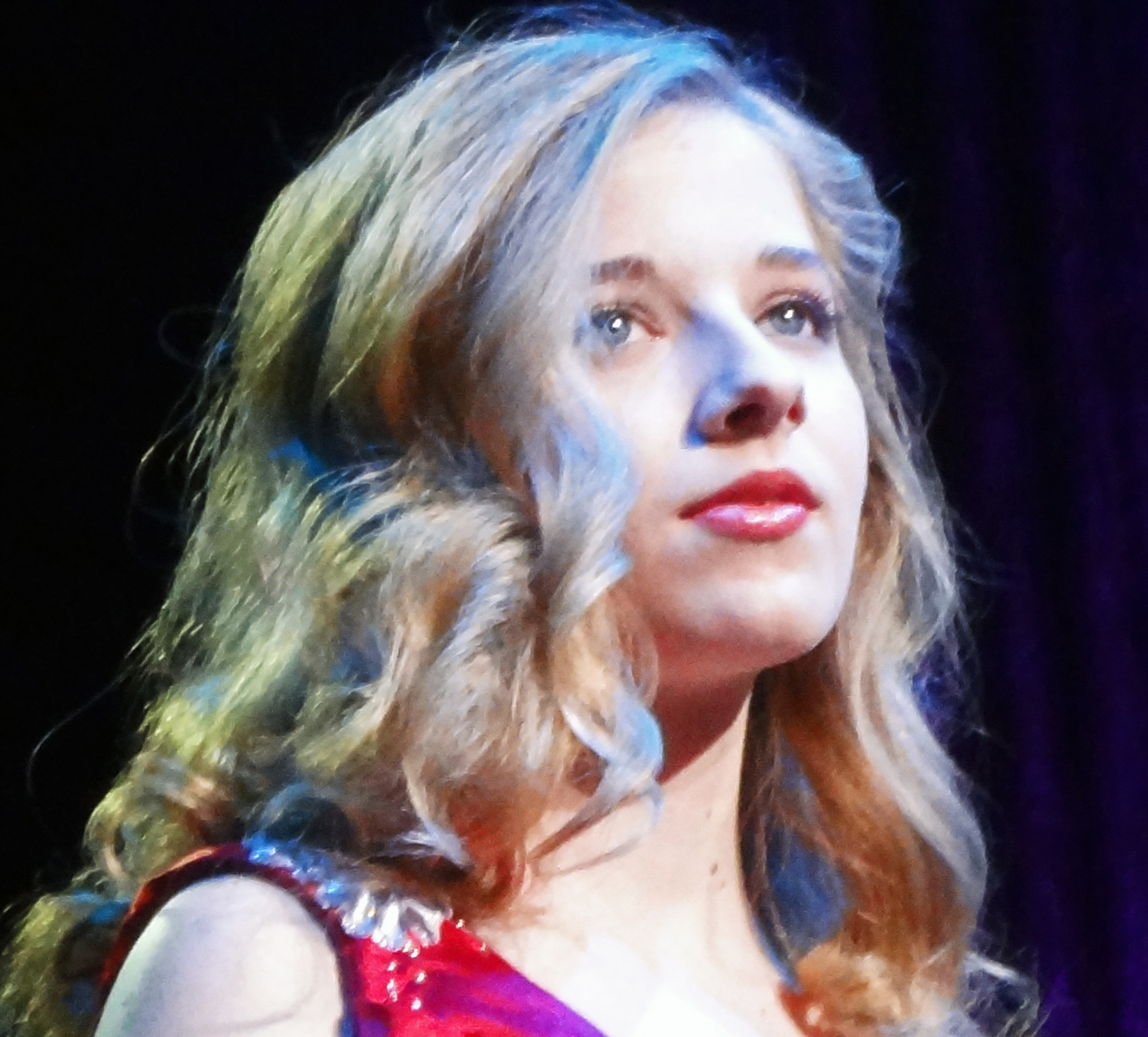
Jackie Evancho, Detroit 2014.

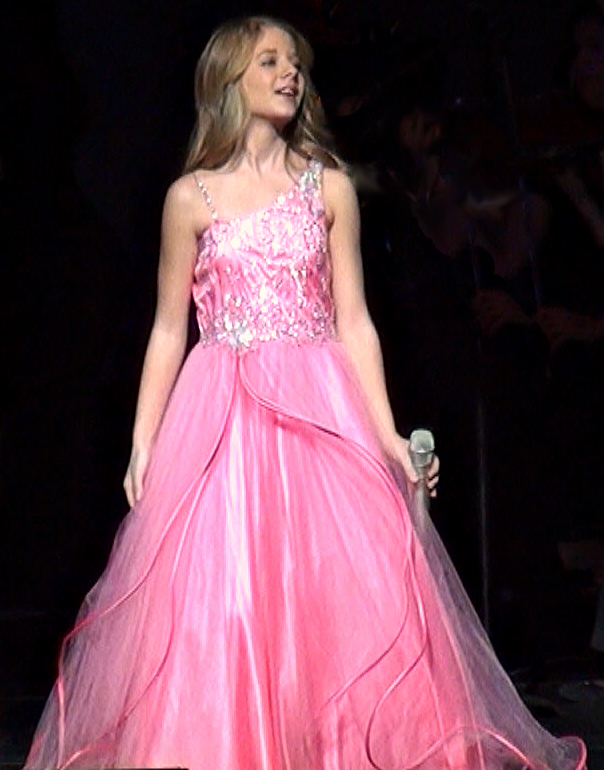
Jackie Evancho

Jacqueline Marie "Jackie" Evancho (se pronuncia "Ivanko") (Pittsburgh, 9 de abril de 2000) es una cantante estadounidense que ganó popularidad después de presentarse en la quinta temporada del programa televisivo America's Got Talent, con el aria de Puccini "O Mio Babbino Caro" sorprendiendo a los jueces con su potente voz de soprano a pesar de solo tener 10 años de edad. Jackie quedó en segundo lugar en el programa. Su primera grabación, O Holy Night, obtuvo el número 2 en la revista Billboard y disco de platino vendiendo 1 millón de copias. Evancho canta en el estilo de fusión o classical crossover de Sarah Brightman y Hayley Westenra.
Ha grabado nueve discos: Prelude to a Dream (2009), Dream With Me (2011), Heavenly Christmas (2011), Songs from the Silver Screen (2012), Awakening (2014), Someday at Christmas (2016), Two Hearts (2017), The Debut (2019), y Carousel of Time (2022).
Entre 2008 y 2010, Evancho participó en varios concursos de talentos e hizo algunas pequeñas apariciones en eventos, sobre todo en Pensilvania (incluyendo cantar el himno nacional de Estados Unidos en un partido de béisbol de los Piratas de Pittsburgh grabó un álbum independiente, "Prelude to a Dream" y creó un canal en Youtube en donde logró despertar el interés de algunos productores y del público en general. Jackie impresionó a compositores como Tim Janis y David Foster, cada uno de los cuales la incluyeron en sus conciertos a partir de 2009. Más tarde, en 2010, ella ganó bastante popularidad luego de su paso por "America's Got Talent". Con su primer EP bajo el contrato con Columbia Records "O Holy Night" Evancho se convirtió en el artista debutante más vendido de 2010, logrando ubicarse en el Top 10 como artista debut más joven en la historia de los Estados Unidos y la solista más joven en conseguir certificación platino por ventas. Actuó por primera vez ante el presidente estadounidense Barack Obama en la iluminación del Árbol de Navidad Nacional en Washington D. C. en 2010. En junio de 2011, su primer álbum de larga duración con un sello importante como Columbia "Dream With Me" fue producido por David Foster, debutando en el puesto N.º 2 en la lista Billboard 200, y llegó al Top 5 de artista debut más joven en la historia del Reino Unido. Billboard clasificó a Jackie en la parte superior de Artistas de Álbumes Clásicos en 2011. Lanzó otro álbum de estudio, "Heavenly Christmas" en noviembre de 2011. En el mismo mes, se convirtió en la persona más joven en dar un concierto en solitario en el Lincoln Center de Nueva York como parte de su tour "Dream With Me". Ha realizado tres especiales de PBS del Servicio de Difusión Pública en solitario, el primero de ellos "Dream With Me in Concert" fue el especial con más difusión y éxito en toda la historia de la Cadena PBS, el tercero de ellos se empezó a emitir a partir del 29 de noviembre de 2014.
Jackie Evancho interpretó el himno nacional de los Estados Unidos en la investidura de Donald Trump el 20 de enero de 2017.

## Biografía
Evancho nació el 9 de abril de 2000, en Pittsburgh, Pensilvania, hijo de Lisa y Michael Evancho. Su padre operó un negocio de videovigilancia hasta 2010. Tiene una hermana mayor, Juliet, un hermano menor, Zachary, y una hermana menor, Rachel. Se crio en un suburbio de Pittsburgh en una familia católica. Evancho comenzó su educación en el Distrito Escolar Pine-Richland, pero en varias ocasiones, después de que comenzó su carrera, recibió educación en línea. Asistió a la escuela secundaria Pine-Richland, y se graduó en 2018.
Después de que Evancho viera la versión cinematográfica del musical El fantasma de la ópera cuando era niña, comenzó a cantar las canciones en casa.  Sus padres no reconocieron que su voz era inusual hasta su primer concurso de talentos, al que participó justo antes de su octavo cumpleaños, En el concurso, Kean Idol, quedó en segundo lugar. Comenzó a tomar lecciones de canto   y a cantar en eventos, iglesias y hogares de ancianos, principalmente en Pensilvania. También inició un canal de YouTube, cantó en el Children's Festival Chorus de Pittsburgh (ahora Pittsburgh Youth Chorus) durante su temporada 2008-09,  e interpretó el papel principal en una versión musical escolar de 2009 de Caperucita Roja.
En 2009, Evancho compitió en la 15.ª edición anual del USA World Showcase Talent Competition en Las Vegas, donde quedó en segundo lugar. En el concurso Kean Idol de 2009, volvió a ser subcampeona. En otros concursos de talentos de 2009, ganó el premio Golden Ribby – WonderworldTV y el programa de televisión Talent Quest (ambos en Massachusetts). También en 2009, cantó " Ave María " en el especial de televisión de PBS "Celebrate America" del compositor y director Tim Janis y actuó en otros conciertos y programas de televisión con Janis, quien la buscó después de verla en YouTube. Hizo varias apariciones como cantante en Pensilvania en 2009 y 2010, incluyendo cantando The Star-Spangled Banner en el partido inaugural en casa del equipo de béisbol Pittsburgh Pirates en 2010.

## Carrera

### David Foster yPrelude To A Dream
Jackie primero llamó la atención del productor David Foster en 2009. Después de enviarle un vídeo, fue seleccionada para las semifinales regionales del "Hitman Talent Search Contest", para terminar como subcampeona y en octubre de 2009 cantó en el evento "David Foster & Friends" en el Prudential Center en Newark, Nueva Jersey.
En noviembre de 2009, Evancho lanzó su álbum debut independiente, Prelude to a Dream. El álbum presentó principalmente versiones de canciones clásicas crossover como "Con te partirò", "The Prayer", "To Where You Are", "Concrete Angel" y "Amazing Grace". Debutó en el Billboard 200 en el puesto número 121, y en el puesto número 2 en la lista Billboard Classical Albums, en agosto de 2010, después de la primera actuación de Evancho en America's Got Talent. Los padres de Evancho retiraron el álbum más tarde ese mes, citando el progreso vocal de Evancho desde su lanzamiento.

### America's Got Talent
Después de dos audiciones previas fallidas para el programa, Evancho fue aceptado como concursante en la quinta temporada de America's Got Talent ( AGT ) de NBC al obtener el primer lugar en su competencia de YouTube de 2010. El 10 de agosto de 2010, interpretó el aria " O mio babbino caro " en la ronda de cuartos de final del espectáculo, provocando reacciones efusivas. Después, los comentaristas preguntaron si su actuación había sido doblada. Evancho cantó un ejercicio de voz improvisado para demostrar su voz en vivo. 
Su actuación en la semifinal fue "Time to Say Goodbye". Avanzó a la ronda del Top 10, donde interpretó "Pie Jesu" del Réquiem de Andrew Lloyd Webber y fue votada para la Final 4. Su última actuación en competición, el 14 de septiembre de 2010, fue del "Ave María" de Gounod . En la final de temporada de AGT, Evancho cantó "Time to Say Goodbye" junto con la artista invitada Sarah Brightman; luego Evancho fue anunciado como el subcampeón, quedando segundo detrás del cantante Michael Grimm. Muchos espectadores y comentaristas sintieron que Evancho debería haber ganado, y Grimm expresó su sorpresa por el resultado. Hasta 16 Millones de espectadores vieron estas actuaciones, y el final fue el episodio de mayor audiencia AGT en tres años. Evancho fue invitada a The Tonight Show una semana después de la final, donde cantó y dio su primera entrevista nocturna con Jay Leno. Evancho apareció y fue entrevistado en el libro de 2013 Inside AGT: The Untold Stories of America's Got Talent.
Más tarde, en 2010, Evancho actuó en 10 ciudades con el America's Got Talent:Live Tour, firmó un contrato discográfico con SYCO Music y Columbia Records, y actuó en Las Vegas con David Foster. Desde junio de 2010 hasta mediados de 2011, Evancho entrenó con Yvie Burnett, quien ha trabajado con otros cantantes que aparecen en AGT.

### O Holy Night
El primer lanzamiento de Evancho en un sello discográfico importante fue un EP de Columbia Records titulado O Holy Night . Se lanzó el 16 de noviembre de 2010 y entró en el Billboard 200 en el puesto número 2, convirtiendo a Evancho en el artista debutante con mayores ventas de 2010 y el artista solista más joven en debutar en el top 10. También se lanzó en el puesto número 1 en la lista de álbumes clásicos de Billboard  y en el puesto número 2 en la lista de álbumes navideños de Billboard. El álbum vendió 239.000 copias en su primera semana. El EP fue certificado platino por la RIAA, convirtiendo a Evancho en el artista solista más joven en obtener platino en los EE. UU.
Evancho promocionó el álbum con entrevistas televisivas y actuaciones comenzando con The Oprah Winfrey Show en octubre de 2010. Sus otras apariciones incluyeron actuaciones y entrevistas en The Today Show, The View, Martha Stewart Living y Fox & Friends. Evancho actuó en el desfile navideño My Macy's de 2010 en Pittsburgh, en el especial de iluminación del árbol de Navidad del Rockefeller Center de NBC, en la iluminación del Árbol Nacional de Navidad de 2010 en Washington D. C., en The Tonight Show y en el 27.º desfile anual del día de Navidad de Disney Parks, en la televisión ABC.
Billboard clasificó a O Holy Night en el número 1 en su lista de álbumes clásicos de fin de año de 2011. También clasificó al álbum como el álbum número 15 más vendido de 2011 en los EE. UU. y el álbum canadiense número 31 de 2011.

### Dream With Me
El segundo álbum de larga duración de Evancho, Dream with Me, producido por David Foster para Sony y Syco Music, fue lanzado el 14 de junio de 2011. El álbum debutó en el puesto número 2 en la lista Billboard 200, alcanzó el puesto número 1 en la lista de álbumes clásicos Billboard,  y fue certificado oro por la RIAA. Con este álbum, Evancho se convirtió en el artista más joven en debutar en el Reino Unido en el top 5. El álbum incluye canciones populares (" Angel "), arias clásicas (" Ombra mai fu ") y canciones originales, incluida la canción principal, para la cual Evancho contribuyó a las letras. También incluye duetos con Barbra Streisand (" Somewhere ") y Susan Boyle (" The Prayer "). Target lanzó una edición de lujo con cuatro pistas adicionales. Allmusic le dio al álbum 3-1/2 estrellas de cinco, y USA Today comentó que el "tono vocal dulce e intachable de Evancho y su vibrato lento y cuidadoso difícilmente delatan su corta edad... Pero las predecibles y a menudo grandilocuentes odas de Dream al amor y la fe pueden socavar la cualidad más atractiva de la preadolescente: la inocencia".
Evancho promocionó el álbum en televisión y en conciertos. Su primer especial televisivo de concierto en solitario para la serie Great Performances de PBS de 2011 consistió en interpretaciones de prácticamente las mismas canciones que el álbum. El especial, titulado Dream With Me In Concert, fue el programa más transmitido del año en la cadena PBS. "Se convirtió en uno de los especiales más vistos en los 38 años de historia de la serie Great Performances [y] recaudó cantidades récord de dinero para las estaciones de PBS". Evancho fue la persona más joven en tener un especial en la serie. El concierto se grabó en abril de 2011 en el Museo de Arte John y Mable Ringling y fue presentado por David Foster, con el invitado Conrad Tao. El lanzamiento en CD/DVD alcanzó el número 1 en la lista Top Music Video de Billboard. Evancho interpretó " Nessun dorma " como artista invitado en la final de temporada de junio de 2011 de Britain's Got Talent, y en la final de temporada de septiembre de 2011 de America's Got Talent.
En julio de 2011, la cantante comenzó su primera gira en solitario por los Estados Unidos para promocionar el álbum. Consistió en 18 actuaciones con orquestas, incluido el concierto de Evancho en la ciudad de Nueva York en el Avery Fisher Hall en noviembre de 2011, cuando fue la persona más joven en cantar un concierto en solitario en el Lincoln Center  En diciembre encabezó un concierto con David Foster y Kenny G en Las Vegas. Después de un concierto en Tokio en enero de 2012 con la Orquesta Filarmónica de Tokio, la gira continuó en los EE. UU. y concluyó en junio de 2012.
En sus listas de fin de año de 2011, Billboard clasificó a Dream With Me como el segundo álbum clásico más vendido del año y como el álbum número 45 en los EE. UU. de 2011. Dream With Me estuvo en el Billboard 200 durante 28 semanas y en la lista de álbumes clásicos durante 74 semanas. Billboard clasificó a Dream With Me In Concert como el álbum de videos musicales número 21 de 2011 y el álbum de videos musicales número 16 de 2012. Dream With Me In Concert estuvo en la lista de los mejores videos musicales de Billboard.biz durante 64 semanas.

### Heavenly Christmas
El álbum de Navidad de Jackie en 2011 "Heavenly Christmas" tiene 12 canciones y fue producido por Rob Mounsey que dirige a la Orquesta de St. Luke en el álbum. Las selecciones incluyen villancicos tradicionales como "The First Noel" y "O Little Town of Bethlehem" estándares como "I'll Be Home for Christmas", "White Christmas" y canciones más recientes como "Walking in the Air" (de la película animada de 1982 The Snowman) y "Believe" (de la película El Expreso Polar). El álbum fue lanzado el 1 de noviembre de 2011, exclusivamente en Walmart en los EE. UU. y en otros minoristas de Estados Unidos en octubre de 2012.
El álbum entró en los álbumes clásicos de Billboard en el N.º 1 y entre los álbumes de vacaciones en el puesto N.º 3 y en el Billboard 200 en el puesto N.º 16, con un pico en el N.º 11. Alcanzó el puesto N.º 9 en el chart de álbumes en Canadá. La revisión de Allmusic le da al álbum 3 estrellas, comentando: "la voz de Evancho es impresionantes, como siempre, y los arreglos son en su mayoría de buen gusto, con momentos sólo ocasionales de grandilocuencia". El Salt Lake City Tribune clasificó el álbum como "A-" escribiendo: "algunos de nosotros todavía estamos desconcertados cuando escuchamos esa voz femenina tan fuerte pero saliendo de una niña de 11 años de edad. Su mejor muestra es la angelical "Believe". Christopher John Farley de The Wall Street Journal escribió: "cuando ella canta, suena como si estuviera canalizando una vida pasada, un ser del futuro, o posiblemente un ángel real."
Al igual que en sus anteriores discos, Jackie hizo apariciones en talk shows en todas las principales cadenas de televisión para promover "Heavenly Christmas" cantando "The First Noel" en The View y The Talk y "Believe" en The Tonight Show. Ella dio conciertos cantando canciones de ese álbum además de su álbum anterior en diciembre de 2011 en Buffalo, Nueva York, Atlantic City, Nueva Jersey y Pittsburgh, teniendo como compañero de dúo al tenor Christopher Dallo. A partir de enero de 2012 más de 300.000 copias de "Heavenly Christmas" se habían vendido en los EE. UU. En sus charts finales del años Billboard lo clasificó como el N.º 4 más vendido entre álbumes clásicos del año y clasificó en el puesto N.º 41 en el 2012 a fin de año entre los álbumes canadienses.

### Songs From The Silver Screen
El cuarto álbum de larga duración de Jackie, "Songs From The Silver Screen" fue lanzado el 2 de octubre de 2012, fue producido por Humberto Gatica, cuenta con 12 canciones utilizadas en películas populares, organizadas por Bill Ross. Las pistas van desde la caprichosa "Pure Imagination" de Willy Wonka y la fábrica de chocolate, hasta canciones de Disney como "Can You Feel The Love Tonight" de El Rey León y "I See the Light" de Tangled, también tiene himnos inspiradores como "My Heart Will Go On" de Titanic, con Joshua Bell en el violín y las clásicas románticas como "Some Enchanted Evening" de Pacífico Sur, otras colaboraciones en el álbum son "The Summer Knows" de Verano del 42 con Chris Botti en la trompeta y "Come What May" de Moulin Rouge con la colaboración de The Canadian Tenors. Una revisión de Allmusic concedió el álbum de 3-1/2 estrellas de 5, que indicaba que el CD "muestra a Evancho más a la altura de la tarea, mostrando madurez y aplomo."
Un especial de PBS Great Performances llamado Jackie Evancho: "Music Of The Movies" filmado en el Teatro Orpheum de Los Ángeles, cuenta con casi las mismas selecciones que el álbum. La película fue dirigida y coproducida por David Horn y Humberto Gatica y dirigido y organizado por Bill Ross. La emisión del especial en las estaciones de PBS fue a partir del 11 de agosto de 2012. Una revisión del especial comentó que las canciones encajaban en estilo de crossover clásico de Evancho.
Comenzó una gira en vivo para promocionar el álbum en agosto de 2012, dando su primer concierto en solitario con canciones del álbum en Japón con la Orquesta Filarmónica de Tokio. Ella continuó la gira en los EE. UU. apareciendo por primera vez con la Orquesta de Cámara de Filadelfia. La primera etapa de la gira incluyó conciertos en dos docenas de ciudades de América del Norte, entre septiembre de 2012 y junio de 2013. Jackie también apareció en programas de televisión de la NBC, ABC, CBS, Fox y CNN en octubre y noviembre de 2012, donde cantó canciones del álbum y fue entrevistada. Reanudó la gira de octubre de 2013 a enero de 2014 con apariciones en una docena más de ciudades y los últimos seis conciertos de la serie fueron desde abril a agosto de 2014.
El álbum debutó en el puesto número 7 en el Billboard 200 como N.º 1 en la lista de Álbumes Clásicos y en el N.º 22 en la lista de álbumes de Canadá. El debut hizo que la niña de 12 años de edad se convirtiera en el segundo artista que logró "acumular tres mejores álbumes en el Top 10 en el Billboard 200 a una edad tan joven." El álbum se mantuvo en el Billboard 200 durante 13 semanas y apareció en los álbumes clásicos de Billboard durante 72 semanas. "Songs From The Silver Screen" obtuvo el puesto N.º 4 de álbumes clásicos de 2013 y el N.º 36 del Classical Album chart de 2014.

### Awakening
Jackie lanzó su quinto álbum de estudio de larga duración "Awakening el 23 de septiembre de 2014, después de mudarse de Syco/Columbia a Portrait Records/Sony Masterworks. Ella está promoviendo el álbum con una gira de conciertos que comenzó en noviembre de 2014, un tercer especial de PBS basado en el álbum comenzó a ser transmitido por las estaciones de PBS el mismo mes. El álbum consta de 12 canciones, incluyendo una mezcla de piezas clásicas como "Vocalise" de Rachmaninoff, la canción de arte "Dormi Jesu" y la versión de "Ave María" de Vavilov; se mantiene en el estilo de classical crossover pero consta de más piezas contemporáneas como "With or Without You" de U2, "Your Love" de Ennio Morricone, "Je t'aime" de Lara Fabian y "Memories" de Whitin Temptation, además de varias canciones originales. Walmart está ofreciendo una edición de lujo que incluye seis canciones navideñas como bonus. Una cover de bonus track de "My Immortal" de Evanescence está incluido exclusivamente en la versión del álbum vendido en Japón.
En junio de 2014 lanzó su primer sencillo del álbum, una versión de "The Rains Of Castamere" de la serie de TV "Juego de Tronos". Un escritor para el Orlando Sentinel dijo de la canción que la voz de Evancho era una "voz madura que suena impresionante". Jackie lanzó un video para el sencillo en julio de 2014. Ella ofreció una segunda pista, "Think Of Me" de "El Fantasma de la Ópera" para su descarga en línea en julio de 2014. Un vídeo para la canción fue lanzado junto con un adelanto a través de People en septiembre de 2014. Jackie también lanzó una descarga digital de un bonus track llamado "Go Time" en julio de 2014 para la marca de ropa juvenil "Justice" que aparece en su página web, se puso a disposición para su descarga gratuita a sus compradores y el video se ha estado reproduciendo en las tiendas de ropa en todo el país. En septiembre la revista Billboard streaming lanzó el tercer sencillo del álbum, titulado "Your Love", que estuvo disponible para su descarga en el día de la publicación del álbum. Un último sencillo en video (del especial de PBS) de "Ave María" fue lanzado en noviembre de 2014.
Jackie comenzó sus promociones televisivas del álbum con un retorno a America's Got Talent como artista invitada, cantando "Think Of Me" en el Radio City Music Hall el 10 de septiembre de 2014, durante la novena temporada de la serie. Otras actuaciones de televisión incluidas The Today Show el 22 de septiembre donde cantó "Your Love". Entre otras presentaciones en la televisión y los medios de comunicación, cantó en The Queen Latifah Show el 3 de octubre, y fue reseñada en la red de Oprah Winfrey el 5 de octubre de 2014. Jackie hizo un tercer especial de PBS para promocionar el álbum, el especial se llamó "Awakening: Live in Concert". Fue filmado en agosto de 2014 en los jardines de Longwood en Pensilvania y comenzó a transmitirse en las estaciones de PBS el 29 de noviembre de 2014; Cheyenne Jackson fue el coanfitrión del show y cantó "Say Something" a dúo con Evancho. El especial incluye todas las canciones de "Awakening" y dos canciones adicionales "Say Something" y "O Mio Babbino Caro". Jackie apareció en el Show del Dr. Phil el 16 de diciembre de 2014, cantando "Ave María".
"Awakening" debutó en el puesto N.º 17 en la lista Billboard 200 y en el N.º 1 en el Billboard Classical Albums chart. Este fue el quinto lanzamiento consecutivo de Jackie en el puesto número 1 en el Billboard Classical Albums chart. Markos Papadatos del Digital Magazine dio álbum una calificación A, y lo calificó de "impresionante de principio a fin gracias a su voz clásica y cálida". Llamó a su interpretación de las canciones de "etérea", "cristalina" e "inquietante". En 2014 los charts de fin de año de la revista Billboard clasificó a "Awakening" como el N.º 11 entre los álbumes clásicos más vendidos del año.

### Otras presentaciones y filantropía
2009 a 2011
Jackie cantó el himno nacional de Estados Unidos en varios eventos en 2009 y 2010, incluyendo la ceremonia de septiembre de 2009 en memoria de las víctimas del Vuelo 93 de United, y en 2010 el primer partido en casa del equipo de béisbol de los Piratas de Pittsburgh, y la NHL en la temporada de Invierno Classic el 1 de enero de 2011 en el Heinz Field de Pittsburgh. En enero de 2011, cantó "Nella Fantasia" en el Beverly Hills Chefs para el evento en apoyo a los esfuerzos para poner fin a la caza indiscriminada de focas bebé que se lleva a cabo cada año en Canadá. El evento fue patrocinado por la Sociedad Protectora de Animales de Estados Unidos, de la cual Jackie es la embajadora de la "Misión: Protectora de Animales", un programa que anima a los niños a ayudar a proteger a los animales. En febrero de 2011, ella realizó su primer concierto de larga duración como cabeza de cartel, en Houston, Texas, con el Coro de Cámara de Houston. En marzo de 2011 cantó en el Festival de las Artes de Boca Raton, Florida, junto a jóvenes estrellas de la Metropolitan Opera. Evancho cantó en el "Celebrity Fight Night" evento de caridad de Muhammad Ali para combatir la enfermedad de Parkinson, en Phoenix, Arizona, más tarde, ese mismo mes. También cantó la introducción a "Somewhere Over the Rainbow" en la emisión especial de despedida de Oprah el 25 de mayo de 2011.
En junio de 2011, cantó como artista invitada en la temporada final de Britain's Got Talent. Después de viajar durante el verano, en septiembre, volvió a America's Got Talent como artista invitada, interpretando "Nessun Dorma" durante el final de la sexta temporada. Hizo un dueto de la canción "When You Wish Upon A Star" con Tony Bennett, que aparece como un bonus track en la edición de lujo de su álbum Duets II de 2011 y prestó su voz para un homenaje de "Feliz cumpleaños" para Bennett como parte de un anuncio publicitario de Target en 2011. Ella también canta "Pie Jesu" en el álbum de 2011 titulado "HitMan Returns: David Foster & Friends" (2011). El álbum fue grabado en vivo en Las Vegas en octubre de 2010, y PBS transmitió el concierto con "Pie Jesu" y "O Mio Babbino Caro" cantados por Jackie, a partir de marzo de 2011. Su grabación de "Noche de Paz" está incluida en el álbum de Sony de 2011 "30 Estrellas de Navidad." Ella cantó en dos conciertos de "David Foster & Friends" en octubre de 2011, en Tokio, donde también apareció en varias entrevistas de televisión del país nipón.
2012 a 2013
Jackie regresó a Japón para participar en el programa de la recientemente reabierta Bunkamura Orchard Concert Hall, llamado "Musical de Unión de la Sinfónica" y dar su propio concierto del "Dream With Me" Tour allí con la Orquesta Filarmónica de Tokio en enero de 2012. Además cantó para el Emperador de Japón y la familia imperial. En febrero de 2012 cantó en el "Desayuno de Oración Nacional" de Estados Unidos antes de que el presidente Obama y líderes del Congreso e invitados internacionales realicen el evento central, también cantó para la cena de gala del evento. En abril Jackie apareció en "Dancing With The Stars" y cantó "Ave María" y "Dark Waltz" para acompañar a dos de los equipos del certamen. Actuó como estrella invitada en el final de temporada de Canada's Got Talent en mayo de 2012. En junio cantó en Rusia en la ceremonia de apertura del Foro Económico Internacional en San Petersburgo. El concierto al aire libre en la Plaza del Palacio, denominado como "Bouquet de Ópera" también contó con Dmitry Hvorostovsky (Rusia) y Sumi Jo (Corea del Sur), en el evento, en donde asistieron más de 100.000 personas, Jackie cantó algunas selecciones de sus álbumes e hizo un dúo de "Time To Say Goodbye" con Sumi Jo.
Jackie, junto al director John Mario Di Costanzo realizó un concierto con Tony Bennett en agosto de 2012, también cantó en agosto de 2012 en la reunión anual de la Gala a beneficio de la Fundación Starkey Hearing, que abastece de audífonos para personas necesitadas en los EE. UU. y otros países. Cantó en Hiroshima, Japón, más tarde en agosto, en el concierto "Paz para el mundo" con Christopher Cross y otros. Al final del mes, Jackie cantó junto a Tony Bennett en el Ironstone Amphitheatre en Murphys, California, donde fue acompañada por miembros de la Sinfónica de Stockton. En octubre cantó con la Orquesta Sinfónica de Dallas como parte de las celebraciones de apertura para Klyde Warren Park en Dallas, Texas. A finales de 2012 Jackie firmó un contrato con WhyHunger philosophy.com y Sephora para ofrecer un producto de baño "Believe" inspirados en la letra de su canción "To Believe", todas las ganancias netas de las ventas del producto de WhyHunger fueron directamente para apoyar la lucha para acabar con el hambre mundial.
Jackie participó con más de 200 artistas en un evento del Cirque du Soleil en el Bellagio en Las Vegas en marzo de 2013 en el evento "One Night One Drop" en el Día Mundial del Agua. Ella realizó una presentación en el agua y un espectáculo aéreo, el evento era en apoyo a que la gente se beneficie de programas de acceso al agua limpia en todo el mundo y de educación en la Fundación One Drop. Robin Leach escribió acerca de ella: "la cantante súper estrella, 12 años de edad, Jackie [Evancho] se robó la noche con su "Bridge Over Troubled Water" cantando descalza en el agua haciendo un gigantesco solo, excepto por el pianista de fondo. Ella también dominó el fantástico final volando como un ángel en un arnés desde la azotea del teatro". Al mes siguiente cantó en un concierto en Taiwán frente a 30.000 espectadores junto al tenor español José Carreras. Ella realizó otro concierto con Tony Bennett en mayo en Alpharetta, Georgia con la Orquesta Sinfónica de Atlanta. Respecto a cantar con Evancho, Bennett dijo: "Ella es simplemente maravillosa, mi propia reacción es: "¿Cómo diablos voy a seguirle el ritmo a eso?". El 4 de julio de ese año Jackie fue artista destacada en el televisado espectáculo anual "A Capitol Fourth", cantando el himno nacional y "Can You Feel the Love Tonight" de su álbum "Songs From The Silver Screen".
Jackie encabezó un concierto benéfico llamado "Jackie Evancho & Friends: We Are Hope" en el Palacio de LDS en Salt Lake City en noviembre de 2013, para apoyar a los programas de la Fundación Mundial Mozart para fomentar la enseñanza de la música y el arte en las escuelas públicas de los Estados Unidos. Ella cantó el himno nacional de Estados Unidos en el Día de Acción de Gracias en el partido de fútbol de los Green Bay Packers vs Detroit Lions, transmitido por Fox. Ella encabezó un concierto benéfico de Navidad en el Carnegie Hall producido por su antiguo mentor Tim Janis y con James Galway en diciembre de ese año.
2014 - presente
Jackie fue la cantante central del evento "The Perfect Pink Party" de Susan G. Komen en Palm Beach, Florida, en enero de 2014, para beneficiar a la investigación sobre el cáncer de mama. En marzo Jackie encabezó un concierto con la Orquesta Sinfónica de San Bernardino en el Citizens Business Bank Arena en Ontario, California, a beneficio del Hospital Niños de la Universidad de Loma Linda. Ella apareció en la gala anual a beneficio del canal de TV Chicago WTTW y estaciones de radio WFMT en mayo de 2014 y en Washington D. C. en el Concierto del Día Nacional de los Caídos transmitido por PBS. Jackie cantó en el Salón de la Fama de Compositores, en la cena de gala de la entrega de premios 2014, en el mes de junio y cantó el clásico "Over The Rainbow".
En septiembre de 2014 cantó en el concierto de la Fundación David Foster para beneficiar a las familias con niños que necesitan un trasplante de órgano, en el mismo evento Jackie adoptó a una familia para ayudar con el tratamiento durante 1 año. En noviembre cantó una "conmovedora versión" de la canción "Imagine" de John Lennon en las Naciones Unidas para presentar el programa de UNICEF #Imagine. Ese mismo mes dio su primer concierto en Latinoamérica, promoviendo su álbum "Awakening" en el Hotel Internacional en San José de Costa Rica, en esa ocasión Jackie cantó su repertorio habitual con canciones de todos sus álbumes y realizando un dúo con el tenor Joaquin Yglesias de la canción "Say Somenthing", también se reunió junto con su familia en la residencia del expresidente y Premio Nobel de la Paz Oscar Arias, quien se mostró muy impresionado con su talento y su carrera, el éxito de Jackie en el país centroamericano fue rotundo. También en 2014 grabó la canción de Leonard Cohen "Hallelujah" con Peter Hollens para su disco homónimo y los dos dieron a conocer un video de la canción. Que inmediatamente se volvió viral en Internet. Un crítico de Mashable lo llamó "un regalo de los dioses a capella". También en 2015 lanzó a través de su canal oficial en Youtube (Jackie Evancho Official) un video especial para apoyar a la campaña de lucha contra la caza indiscriminada de focas bebé de la "Sociedad Protectora de Animales" y ella es portada del sitio web de la fundación, así como vocera de la lucha contra la caza indiscriminada.
El 26 de abril de 2015 cantó en el concierto de Andrea Bocelli en Tailandia, dirigido por David Foster junto a otros cantantes invitados, Jackie cantó algunas canciones de sus álbumes y cerró el concierto cantando el clásico "Time To Say Goodbye" (Con Te Patiró) canción que el mismo Bocelli hizo famosa con el dueto junto a Sarah Brightman hace algunos años atrás. Jackie hizo una presentación impresionante al lado del tenor italiano, quien quedó totalmente impresionado con su voz y talento a pesar de su corta edad.
El 14 de agosto de 2015 formó parte de la Gira Asiática de "David Foster & Friends" en Malasia, don ofreció dos conciertos con el multigalardonado productor, dejando al público asiático absolutamente impresionado con su talento y su voz.
El 21 de agosto de 2015 lanzó un nuevo sencillo juntamente con un video del cover de Ed Sheeran, All of the Stars, que automáticamente se convirtió en un boom, primero por tratarse de una canción pop, muy diferente a su estilo Classical Crossover, el público quedó gratamente impresionado con su capacidad de cantar impecablemente el género pop, el video causó controversia, ya que se trata de un video en donde se cuenta la historia de un chico que está atravesando por una transición para convertirse en chica. Jackie publicó posteriormente en su sitio web lo siguiente acerca del video: "Me inspiré para hacer este video después de presenciar personalmente la lucha que la gente pasa, sobre todo los jóvenes y adolescentes en la transición. La persona que ven en el espejo no coincide con la persona que siente en el interior. Y mientras que nuestras luchas son diferentes, podría relacionarse con las inseguridades, ya que tengo mis propios problemas de autoimagen también...como creo que la mayoría de los adolescentes los tienen en un momento u otro. Este video trata sobre la empatía, la comunicación y la auto-aprecio. Para mí, ha sido un constante aprendizaje de amarme a mí misma, con defectos y todo. Para otros, se trata de ser fiel a la persona que siempre quiso ser. Todo el mundo quiere sentirse aceptado, pero creo que se inicia desde el interior, incluso si la gente no siempre está de acuerdo con sus opciones. Todos somos estrellas únicas en el cielo y lo que nos hace únicos, nos hace bellos". . El sencillo fue lanzado a través de Sony Masterworks y Portrait Records.
Del 9 al 15 de septiembre de 2015 Jackie formó parte de la magnífica gira del "Celebrity Fight Night" en Italia a beneficio de la Fundación Muhammad Ali de lucha contra el mal de Parkinson. Durante 7 días Jackie, junto a Andrea Bocelli, David Foster y un montón de celebridades recorrieron distintas ciudades italianas haciendo conciertos, cenas de gala y presentaciones, incluida un cena de gala con un concierto en la exclusiva Villa del tenor Italiano. Uno de los conciertos fue en Florencia en donde Jackie cantó en el célebre "Palazzo Veccio", y una cena de gala en el David de Miguel Ángel, cerrando la gira con un concierto y cena de gala en las bodegas del prestigioso viñedo Barriccaia. Jackie recibió magníficas críticas en sus presentaciones en Europa.
El 26 de septiembre Jackie cantó para el papa Francisco en el evento "World Meeting of Families 2015" en Philadelphia, en el marco de la visita del sumo pontífice a los Estados Unidos.
En uno de sus últimos conciertos del "Tour Awakening" Jackie dijo a su público que lanzará un nuevo álbum a principios del 2016.
El 8 de octubre de 2015 Jackie cantó en la Gala Inaugural de la Fundación Global Lyme Alliance en New York City, para la investigación del tratamiento para la enfermedad de Lyme en apoyo de su amiga Yolanda Foster quien ha sido diagnosticada con esa enfermedad, además, en ese evento Jackie contó que su madre, Lisa también sufre de la enfermedad.
El 12 de octubre de 2015 la Revista "People" lanzó una entrevista exclusiva de Jackie, su padre y su hermana Juliet, acerca de la transición de esta como transgénero, ellos hablaron de la importancia de apoyarse como familia y de las consecuencias que podrían afectar a los jóvenes que se ven rechazados por esa condición  Jackie manifestó públicamente su apoyo de su hermana y mostró su apoyo a la lucha en contra del bullying.
En diciembre del 2015 Jackie cantó el Himno Nacional en el partido de fútbol americano entre los Pittsburgh Steelers y los Indianapolis Colts, el 17 de diciembre lanzó un nuevo video de manera exclusiva a través de la Revista People, la versión de la canción de Taylor Swift para la película The Hunger Games, el sencillo titulado Safe & Sound. Jackie lanzó el video en su canal oficial de Youtube. El 18 de diciembre Safe & Sound fue lanzado en Amazony iTunes. El lanzamiento de este nuevo sencillo se hizo a través de su nueva disquera JE Touring, Inc.
El 19 de diciembre culminó su Awakening Tour 2015 con un concierto Navideño en Kalamazoo, Míchigan, Estados Unidos, junto a la Kalamazoo Symphony Orchestra y al Coro de Niños de esa ciudad. Jackie tiene fechas de conciertos de su tour hasta abril de 2016.
El 28 de enero Jackie lanzó su tercer video, esta vez un cover de la canción original de Sam Smith "Writing's On The Wall" para la película "Spectre" de la saga de James Bond. El video fue publicado en su canal oficial de Youtube y fue lanzado a nivel mundial de manera exclusiva por la Revista Just Jared Jr. El video pronto se volvió viral y fue replicado por varias revistas en línea y blogs especializados en música y espectáculos, el público quedó gratamente impresionado por la temática misteriosa del video y por ver a una Jackie Evancho más madura y tomando riesgos, sobre todo, superándolos. En el video ella actúa del Agente Especial, mientras que su hermana Juliet es la villana de la historia. Para conocer el final de la historia echa un vistazo al video: Jackie Evancho "Writing's On The Wall".
Al día siguiente, el 29 de enero Jackie lanzó su sencillo en las principales plataformas de compra digital, Amazon, iTunes y Spotify, "Writing's On The Wall" formará parte de su nuevo álbum que será lanzado a mediados de 2016. Las críticas de la canción fueron realmente favorables, la gente admiró su capacidad de cambiar de género con maestría sin perder su poderosa voz pero adaptándose perfectamente a los requerimientos del género pop.
El 24 de marzo Jackie lanzó su siguiente sencillo, la versión de la canción "Coming Home Pt. II" de Skylar Grey, Jackie definió este sencillo como un homenaje a todas las tropas que defienden su país. El 3 de abril cantó el Himno Nacional Americano en el juego de inicio de temporada 2016 de Pittsburgh Pirates.
El siguiente sencillo de Jackie, llamado "Apocalypse" está previsto para ser lanzado el 22 de abril de 2016, en conjunto con un nuevo video musical. "Apocalypse" será el primer original del nuevo álbum que será lanzado en 2016. Posterior al lanzamiento del sencillo, Jackie tiene prevista apariciones en programas de TV como Today y Live! with Kelly and Michael para el 26 de abril. Posterior a eso, el 28 de abril Jackie se presenta en concierto en el Mayo Performing Arts en Morristown. El 24 de julio se presentará como cabeza de espectáculo del evento Festa Italiana de la comunidad italiana en los Estados Unidos. Jackie dará un concierto a beneficio en la Gala 2016 del Project Sunshine para ayudar a proveer programas educativos, recreativos y sociales gratuitos a niños que enfrentan a problemas médicos.
El 22 de abril de 2016 Jackie Evancho su sencillo titulado "Apocalypse", su primer original pop, escrito por Peter Zizzo, esta nueva canción encuentra a Jackie incursionando en el género pop y cantando con una voz diferente a la que ella estaba acostumbrada. El sencillo será parte de su nuevo álbum a ser lanzado en algún momento del 2016. Billboard escribió: "ha encontrado un sonido completamente nuevo, la cantante de 16 años da un paso fuera del mundo clásico que la hizo famosa.", Pero Jackie dijo a Billboard: "No me voy a deshacer de mi voz clásica, porque esas son mis raíces, eso es lo que más me gusta". El 26 de abril Jackie se presentó en vivo en Today Show y "Live! with Kelly and Michael" cantando "Apocalypse" en vivo, recibiendo críticas positivas acerca de su presentación.
El 4 de julio de 2016 formó parte de los festejos del Día de La Independencia de los Estados Unidos en el evento masivo "A Capitol Fourth" en Washington D. C. Jackie cantó el clásico del cancionero patriótico norteamericano "God Bless America" recibiendo elogios alrededor del mundo por dicha presentación.
El 28 de octubre de 2016 lanzará su tercer álbum Navideño "Someday At Christmas" bajo el sello Sony Masterworks, el cual será una reedición de algunas de sus más famosas canciones grabadas previamente en sus dos anteriores álbumes Navideños "O Holy Night" (2010) y "Heavenly Christmas" (2011), también contará con 2 nuevas canciones "Someday At Christmas" y "Little Drummer Boy", además el álbum tendrá duetos previamente grabados con cantantes como Plácido Domingo, Vittorio Grigolo y Peter Hollens, y un nuevo dueto grabado con el famoso trío italiano Il Volo.
Jackie cantó el Himno Nacional estadounidense en la toma de posesión de Donald Trump el 20 de enero de 2017. Dicha decisión por parte de ella causó gran revuelo en la opinión pública y los medios de comunicación, Jackie ha sido foco de ataques por parte de los partidarios contrarios de Trump y su política, a lo que Evancho respondió que su decisión de aceptar cantar el himno no obedecía a cuestiones políticas sino que lo hacía por su país, Jackie manifestó que era consciente de todo el ataque a lo que respondió: "Yo solo estoy haciendo esto por mi país, si la gente me va a odiar, va a ser por la razón equivocada", en una entrevista con el New York Times en la que además hablaba su hermana Juliet (quien es transgénero) y quien manifestó su apoyo total a la decisión de Jackie y que "ella lo veía como que Jackie lo hacía por el país, sin cuestiones políticas". Al preguntársele si Juliet acudiría al evento, ambas manifestaron que ella no iba a estar presente por tener "compromisos previos", más tarde los medios de comunicación se vieron inundados con la noticia que Juliet Evancho no estaría presente en el evento del 20 de enero porque tenía prevista una cirugía de reasignación de sexo el día antes, Jackie y su familia hablaron al respecto para la cadena ABC Network
El mismo 20 de enero de 2017, Jackie lanzó un EP llamado "Together We Stand" el cual contiene 3 canciones patrióticas estadounidenses, "The Star-Spangled Banner", "America the Beautiful" y "God Bless America". Posteriormente Jackie informó a través de sus redes sociales que todo el dinero recaudado de las ventas del EP sería destinado a organizaciones benéficas de lucha por los derechos LGBT en apoyo a su hermana Juliet.
El 31 de marzo de 2017 Jackie lanzó su octavo álbum titulado Two Hearts después de una larga espera y especulaciones acerca de su salida de Sony y decisión de ir Indie, finalmente su equipo de gestión aceptó un contrato nuevamente con Sony Masterworks. El álbum cuenta con sonidos clásicos y baladas como Caruso, The Way We Where, Attesa, May It Be, entre otras, y cuenta con una característica particular, es un CD doble, la primera parte, un CD regular con canciones al estilo Crossover Clásico, el segundo, un EP con 5 canciones netamente pop, 4 de ellas escritas por la misma Evancho quien hace su debut como compositora. Su entrada definitiva al pop ha sido bien recibida por los fanes quienes han ponderado su versatilidad artística y vocal para pasar de un estilo a otro sin esfuerzo.
Jackie ha sido elegida como Embajadora Cultural para ser parte del evento musical ecuestre de gran envergadura en China, el show está basado en la historia de la guerra de Troya y lleva el nombre de "Troy" el cual, entre otras cosas, cuenta con 72 caballos entrenados para tal fin. El show será lanzado el 4 de agosto de 2017 en un predio especial que es parte del Beijing National Stadium. Jackie canta la canción principal del show, llamada "Set Me Free", la misma está compuesta por Tyler Bates y ha sido lanzada en una conferencia de prensa en Beijing en mayo de 2017.
El 20 de julio de 2017 la cadena de televisión TLC informó que el 9 de agosto estrenarán un especial de 1 hora llamado "Growing Up Evancho", que estaría centrado en el día a día de Jackie y su familia, de su vida de estrella internacional y chica normal a la vez, de su relación como familia, y de la lucha por los derechos LGBT de su hermana Juliet y del apoyo de su familia a la causa.

### Actuación y modelaje
Jackie tuvo alguna experiencia temprana en actuación presentándose en el teatro con el musical High School en el Teatro Musical de Pittsburgh en 2007 y en la versión musical para teatro de "Un cuento de Navidad" y "Caperucita Roja" en donde interpretó el papel principal en 2009. Ella también apareció brevemente como extra en la película de 2010 "She's Out of My League". Su primera aparición principal en televisión fue en el 2011 en el episodio "Back To Max" de la comedia de Disney Channel Wizards of Waverly Place donde su personaje cantaba la música "America the Beautiful" en un evento cultural de la escuela para pagar un castigo y salir de detención.
También aparece en la película The Company You Keep, un thriller político que se estrenó en festivales de cine en 2012. La película fue lanzada para el extranjero y Estados Unidos en abril de 2013. En la película Jackie interpreta a Isabel la hija de 11 años de edad de un abogado viudo (Jim Grant) que posteriormente se convierte en un fugitivo, interpretado por Robert Redford, quien también dirigió la película. Cuando se descubre la verdadera identidad de Grant como un exmilitante "Weather Underground" y es perseguido a través de los EE. UU. por el FBI y por un ambicioso periodista (Shia LaBeouf). Para reunirse de nuevo con Isabel, Grant debe limpiar su nombre. Jon Weisman escribió que Evancho "ella demostró que es más que un prodigio del canto, con su dulzura seria como la hija del personaje de Robert Redford". Redford llamó a Jackie para que haga el papel solo unos días antes de empezar el rodaje, él contó que desesperado por no encontrar a la persona adecuada para el personaje de Isabel, una noche sentado en la cama del hotel yendo de un canal a otro de la televisión sin prestar demasiada atención, de repente vio una niñita rubia cantando en el canal PBS, y quedó impresionado con Jackie (el concierto que él estaba viendo era su especial de PBS "Dream With Me In Concert" y se dijo a sí mismo, si ella puede hacer todo eso en el escenario, ella también va a poder actuar, y decidió buscarla para que actúe en su película. Al respecto de la actuación, Jackie dijo en 2012: "Yo no creo que quiera actuar a tiempo completo Creo que me gustaría hacer algo con un especial de Disney o hacer una película de vez en cuando que me daría tiempo suficiente para cantar y grabar, pero eso es todo." Jackie compartió elenco con grandes estrellas del cine como Susan Sarandon, Stanley Tucci, Julie Christie, Anna Kendrick, Chris Cooper, Nick Nolte, entre otros.
Jackie modeló para GUESS Kids en 2012 para lanzar la temporada otoño/invierno de la marca, también modeló para la línea de ropa juvenil "Justice Girls Clothing" en 2014, y en ocasiones ha aparecido en otros anuncios de productos y anuncios de servicio público.

## Recepción y reputación

### Primeras apreciaciones
Después de la actuación de Jackie de "Ave María" en America's Got Talent, el juez Piers Morgan dijo: "Nunca he visto un acto así, en este espectáculo o en el show británico o cualquiera de los otros concursos de talentos en el mundo, con más potencial que Jackie Evancho. Esta fue la perfección. ¡La perfección!" Christopher Hahn, director general de la Ópera de Pittsburgh, comentó la actuación de Jackie de "O Mio Babbino Caro" en AGT "Es muy raro que una niña pequeña tenga una voz que suena tan rica y desarrollada." "Yo creo que es una maravilla, con una dulzura convincente" dijo Hahn. "Es muy raro escuchar a una persona tan joven con ese nivel de calidez y redondez en su voz." dijo Hahn elogiando el fraseo de Evancho.
El compositor Tim Janis comentó en 2010 que Jackie "toma una pieza clásica y hace que sea amable y accesible. Su voz es tan pura y natural, no hay defecto en ella. La gente dice 'puedo oír venir su potencial' pero no, está aquí y ahora". El crítico Tim Page no estuvo de acuerdo, escribió al respecto de los resultados AGT de la presentación de Jackie de "O Mio Babbino Caro" que ella "tiene muchos años de trabajo por delante antes de que se convierta en cualquier tipo de músico." Claudia Benack, Profesora Asistente de teatro musical en la Universidad Carnegie Mellon, dijo que Evancho "tiene un aire inusualmente adulto para el repertorio. Ella canta la parte importante de la frase, y luego retrocede. Eso es instintivo. Ella toma respiraciones a veces en donde un adulto no lo haría, pero eso es solo porque ella es joven y pequeña. Canta desde la parte sana de su voz." El doctor Clark Rosen, director de la Universidad de Pittsburgh y el Voice Center, comentó que el talento de Jackie es posible gracias a la forma en que su cerebro coordina su cuerpo para cantar: "Muy pocas personas son lo suficientemente dotadas para hacer eso naturalmente, o con el aprendizaje posterior, para crear una voz que nos encantaría oír."

### 2011 y posteriores
Una revisión de 2011 del concierto de Jackie con la Pittsburgh Opera señaló que "lo que era más impresionante. era lo musical que era ella, su enfoque en el fraseo y una comprensión de la emoción de la música en sí." La revisión también elogió "su voz de pecho reverberante [y] su voz de cabeza, golpeando el más alto registro con la entonación y la pureza perfectas" y se hizo eco Janis: "Que ella continúe siendo recibida con escepticismo es injusto. Sí, el concierto demostró que Jackie es una chica joven, sin embargo, una con un arte para ser apreciada ahora sin debatir acerca de lo que su futuro pueda deparar" Antony Walker, director musical de la Ópera de Pittsburgh, dijo: "ella tiene una manera muy sincera de cantar. Su voz tiene un preciosa calidad en ella. Es una manera simple de cantar pero viene del corazón. Rara vez se oye a alguien tan joven con una voz tan hermosa". Nekesa Mumbi Moody, escribiendo para Associated Press y ABC News, comentó que, aunque "no hay una cualidad juvenil en la voz de Jackie, es casi infantil: Es una soprano que atraviesa hábilmente las escalas musicales". Bob Boilen de NPR escribió: "Yo simplemente no podía creer lo que mis ojos y oídos estaban experimentando. Ver Jackie Evancho cantar por primera vez es casi increíble. "Llamó a su voz", más allá de lo hermoso "cuando actuó" para un público atónito en las oficinas NPR Music. Claramente es una niña muy feliz con un regalo musical increíble." Una revisión de su concierto de 2011 en Sun Valley declaró que "Evancho transportó a [su público], con notas puras y alegres, y movió al aplauso general después de cada canción."
El diario Los Angeles Times comentó en junio de 2011 en la revisión de "Dream With Me" que "su voz ha madurado mucho en los últimos 10 meses." El periódico continuó, "lo que nos hace sentir como si ella va a sobrevivir el viaje de estrella infantil a intérprete adulto es su magnífico sentido del tono, su habilidad natural para dar forma a las frases y la facilidad con que lo logra. Esto es lo que la convierte en una alegría de escuchar. Aunque ella es todavía una niña, y todos tenemos afectaciones de las que estamos aprendiendo, vamos a fingir que no notamos los brazos de Brightman." En la revisión de su concierto en la Ópera de Pittsburgh en 2011, el Pittsburgh Tribune-Review llamó a su voz "maravillosamente en sintonía y bien apoyada, la sinceridad de Evancho en su entrega es total." Un miembro de The New York Times escribió de su concierto en el Avery Fisher Hall de 2011 que: "En la primera mitad del espectáculo la Srta. Evancho a menudo retrocedió, pero hacia el final de la noche se encontró con su propósito, la entrega 'A Time For Us" con ese golpe y cerrando "Angel" de Sarah McLachlan con lo que parecía ser el anhelo de verdad". The Wall Street Journal en 2011 dijo del rendimiento de Jackie de la canción "Angel" en el programa The Tonight Show "realmente conmovedora".
Una reseña del San Francisco Chronicle de un concierto de 2012 juzgó su canto como "algo impresionante de presenciar, la precisión técnica de Evancho y su enorme gama sólo sirven para hacer que parezca menos increíble. Esta chica sí que puede cantar", pero consideró que "cada canción sonaba igual." Otro crítico escribió que Evancho "muestra su famoso combo de equilibrio y articulación", pero señaló que "la carga de ser una niña soprano, un verdadero fenómeno. La gente paga mucho para verte y las orquestas hacen cola para conseguir que cantes con ellos. Pero aun así la gente se pregunta si realmente haces tu vida, y si no debes estar en casa, comiendo helado en lugar de estar en Denver. Y sin embargo, ellos se ponen de pie, una vez más, cuando termina de cantar." Una revisión el Naples Daily News dijo: "Su aplomo, el control de su gama. su voz y su actuación han agotado todos los superlativos en el diccionario." En 2013, un crítico comentó: "Sus puros y bien formados sonidos vocales tocaron los corazones de todos en el concierto. Año tras año, su voz parece ser mejor y mejor." Un crítico de The Atlanta Journal-Constitution llamó a Jackie "increíblemente talentoso" y "técnicamente impecable" al comentar: "Evancho posee la voz de un ángel". Un reportero del Buffalo News escribió: "hay una intensidad con el sonido de esta voz madura que sale de este niño. Sus notas altas son una alegría."
En 2014, un crítico de la revista Billboard comentó: "la voz estratosférica de Jackie Evancho es por supuesto impresionante para alguien de su edad, aunque las cuerdas vocales de esta chica son increíbles para casi cualquier persona" en 2015, el crítico del Digital Magazine escribió: "El control que muestra en de su voz es tremendo y ella llega con fuerza a las notas altas, sin esfuerzo, mostrando su voz angelical y unas cuerdas vocales impecables. La voz de Evancho es la octava maravilla del mundo." Robin Leach escribió en enero de 2015 acerca del concierto de Evancho en Las Vegas: "Todavía tiene la voz de un ángel, eso es notable, y su poder es cada vez mayor a medida que crece [Ella] tenía al público en ovación de pie al final de cada canción."

### Honores
Jackie apareció en la lista del "National League of Junior Cotillion" entre las "Diez personas con mejores modales de 2011" por demostrar humildad y cortesía como una joven intérprete." También fue honrada el 13 de abril de 2012 por el senador John Heinz en el History Center en su 20.ª Cena Anual de los que Hacen Historia y recibió el premio como uno de los cinco "distinguidos de Pittsburgh" reconocido por sus contribuciones excepcionales a la historia del Oeste de Pennsylvania, la nación y el mundo". Jackie es la persona más joven en recibir este honor. El Kean Quest Talent Search, desde 2011 declarado y entregado el "Premio Jackie Evancho" anualmente al concursante que "es un ejemplo de coraje y motivación y lucha para seguir sus sueños." En 2011 y 2012, la revista Billboard nombró a Evancho en su lista de "Los 21 con menos de 21: Los menores más influyentes de la Industria de la Música"

## Discografía
| Año  | Título                                     | Notas |
| ---- | ------------------------------------------ | --- |
| 2009 | Prelude to a Dream                         | Independiente álbum de estudio |
| 2010 | O Holy Night                               | EP |
| 2011 | Dream with Me                              | álbum de estudio |
| 2011 | Dream with Me in Concert                   | CD/DVD, Blu-ray. y versión en DVD |
| 2011 | Heavenly Christmas                         | álbum de estudio |
| 2012 | Songs from the Silver Screen               | álbum de estudio |
| 2012 | Jackie Evancho: Music of the Movies        | DVD (parte de Songs from the Silver Screen edición de lujo en Target) |
| 2014 | Awakening                                  | álbum de estudio |
| 2014 | Awakening: Live in Concert Especial de PBS | DVD disponible realizando donaciones a PBS - Lanzamiento 2 de junio de 2015 |
| 2016 | Someday at Christmas                       | CD recopilatorio de sus mejores canciones de Navidad, en solitario y duetos, además de 2 nuevos sencillos "Someday at Christmas" y "Little Drummer Boy", esta última grabada con el trío italiano Il Volo. |
| 2017 | Together We Stand                          | EP que contiene 3 canciones patrióticas estadounidenses, "The Star-Spangled Banner", "America the Beautiful" y "God Bless America".                                                                        |
| 2017 | Two Hearts                                 | álbum de estudio |
| 2019 | The Debut                                  | |

## Vida personal
Evancho es una joven muy católica. En una de sus entrevistas declaró: "Desde que era muy pequeña la gente decía que podía cantar [bien], siempre pensé, 'gracias a Dios'. Siempre gracias a Dios por eso".